# Propaganda faptei
Propaganda faptei (sau propaganda prin faptă, din franceză propagande par le fait) este o acțiune politică directă specifică menită să fie exemplară pentru alții și să servească drept catalizator pentru revoluție.
Este asociată în primul rând cu acte de violență comise de susținătorii anarhismului insurecționar la sfârșitul secolului al XIX-lea și începutul secolului al XX-lea, inclusiv cu bombardamente și asasinate care vizează clasa conducătoare, dar au avut și aplicații non-violente. Aceste fapte au fost menite să aprindă „spiritul de revoltă” în popor, demonstrând că statul nu este atotputernic și oferind speranță celor asupriți și, de asemenea, să extindă sprijinul pentru mișcările anarhiste, pe măsură ce statul devenea mai represiv în răspunsul său. În 1881, Congresul Internațional Anarhist de la Londra a dat aprobarea tacticii.